# Korzika
Korzika (korziško Corsica, francosko Corse; italijansko Corsica) je z dobrimi 8700 km2 četrti največji otok v Sredozemskem morju in hkrati francoska regija, leži zahodno od Apeninskega polotoka. Upravno je Korzika del celinske Francije, čeprav jo od nje loči Ligursko morje, in je razdeljena na dva departmaja, Corse-du-Sud s sedežem v Ajacciu ter Haute-Corse s sedežem v Bastiji.

## Geografija
Korzika leži med 43° 01' in 41° 22' severne geografske širine ter 9° 34' in 8° 33' vzhodne geografske dolžine. Od severa (Cap Corse) do juga (Capo Pertusato) meri otok 183 km, od vzhoda (Alistro) do zahoda (Capo Rosso) pa 83 km.
Površina znaša 8682 km². Dolžina obale je ocenjena na okoli 1000 km, od česar je približno tretjina peščene, preostanek pa skalnate.
S severa jo obliva Ligursko morje, z vzhoda Tirensko. Na jugu jo 12 km širok Bonifacijev preliv ločuje od južno od nje ležeče Sardinije. Od celinske Francije (Nica) je oddaljen 180 km, od Italije (Livorno) pa 83 km. 
Večji mesti sta Ajaccio in Bastia, sledita bistveno manjši mesteci Corte in Sartene.
Površje je pretežno gorato, 86 % otoka predstavlja gorat svet, 14 % pa priobalne ravnice. Najvišji vrh je 2710 m visok Monte Cinto, na otoku je prek 70 vrhov, višjih od 2000 m. Povprečna višina otoka je 568 m (za primerjavo: Sardinija 344 m, Sicilija 441 m). 
Korzika je nastala v terciarju, enako kot Alpe. Približno dve tretjini otoka prekrivajo granitne kamenine, preostanek pa sedimentni skrilavec.
Stalno naseljenih prebivalcev je med 250– in 330.000. Od Bastie na vzhodni do Ajaccia na zahodni obali otok prečka tudi transkorziška železnica.
Na zahodnem delu otoka je narodni park (PNRC, Parc Naturel Régional de Corse) s številnimi redkimi rastlinskimi in živalskimi vrstami. Ustanovljen je bil leta 1972 in obsega zaliv Porto (Portski zaliv), naravni rezervat Scandola, ki je na Unescovem seznamu svetovne dediščine, ter nekaj otoškega visokogorja.
Ena od značilnih rastlin na Korziki je sivka.

## Zgodovina
Otok je bil do leta 237 pr. n. št. pod vplivom Kartagine, ko je oblast nad njim prevzela Rimska republika. Leta 430 jo zasedejo Vandali,  kasneje 522 pa postane del Bizantinskega cesarstva. S propadom slednjega pade otok različnim ljudstvom, dokler ne preide v roke Genovske republike leta 1282. Kljub vmesnim prevzemom otoka s strani Aragonije (1296–1434) in Francije (1553–1559|59) ostane Korzika pod Genovo do leta 1768, ko jo je morala zaradi dolga odstopiti Franciji.
Pomembna osebnost v tem času je bil korziški general in domoljub Pasquale Paoli (1725-1807), ki se je bojeval za neodvisnost otoka, sprva z Genovo, kasneje s Francijo. Z njim je povezana tudi mavrska glava (»Testa Maura«) iz obdobja Mavrov (850-1034), ki je 1760 postala simbol otoka.
Prav tako je Ajaccio rojstni kraj francoskega generala in cesarja Napoleona Bonaparta, rojenega v korziški plemiški družini.
Slovencem je Korzika ostala v tragičnem spominu zaradi letalske nesreče Douglasa DC-9, v kateri je 1. decembra 1981 življenje izgubilo vseh 173 slovenskih turistov in 7 članov posadke, ki so se z Inex-Adrio Avioprometom peljali na počitnice.
Slovenska slikarka, grafičarka in restavratorka Aleksa Ivanc Olivieri (1916-2010) je po letu 1965 živela in ustvarjala na Korziki.

## Uprava
Za glavno mesto Korzike velja mesto Ajaccio. Otok je razdeljen na dva departmaja: Corse-du-Sud in Haute-Corse, ki sta bila ustavovljena 15. septembra 1975, ko se je enotna regija Korzika razdružila na dva dela. Leta 1991 je otok postal avtonomna regija Francije z lastnim parlamentom in vlado.
Do sedaj so vsi poskusi, da bi Korzika postala samostojna, padli v vodo, saj jim francoska država ne želi priznati samostojnosti.

## Galerija
- Bonifacio (Bunifaziu), mesto nad previsom na skrajnem jugu Korzike.